# Dacryodes peruviana
El copal comestible, mijíllehe, uguna, guaná o tabonuco (Dacryodes peruviana) es un árbol de la familia de las burseráceas, que crece en los bosques húmedos de Colombia, Perú, Ecuador y Venezuela.

## Descripción
El tronco alcanza de 15 a 25 m de altura y entre 30 y 50 cm de diámetro, con exudado resinoso y fragante. La corteza es marrón rojiza exfoliada en plaquitas redondas; las ramas son redondeadas. Las hojas miden generalmente de 8 a 28 cm de longitud por 4 a 10 cm de anchura. Las inflorescencias son panículas de hasta de 22 cm de largo; los pétalos son semiovados, obtusos en el ápice de 2 mm de longitud por 1,7 mm de anchura. El fruto es una drupa ovoide, de color negro brillante al madurar, cuando mide en promedio 33 mm de largo por 24 mm de diámetro, con pericarpo de 4 mm de grosor y una semilla. La fructificación ocurre a los 15 años de edad de la planta y en el cuarto y quinto año de producción se han observado hasta cien racimos con frutas por árbol.

## Usos
El mesocarpio del fruto maduro es comestible y es consumido abundantemente por pueblos indígenas. La madera es utilizada para construcciones de viviendas de las poblaciones locales y además comercializada; el color de la albura es blanco grisáceo y el del duramen blanco crema o blanco rosa. La resina se usa como pegante, aromático y combustible para encender fogatas.

## Taxonomía
Dacryodes peruviana fue descrita por (Loes.) H.J.Lam y publicado en Bulletin du Jardin Botanique de Buitenzorg, sér. 3, 12(3/4): 336. 1932.
Sinonimia
- Dacryodes peruviana (Loes.) J.F. Macbr.
- Pachylobus peruvianus Loes.[7]